# Placa de Groenlàndia
La placa de Groenlàndia és una suposada placa tectònica que abasta Groenlàndia. Està delimitada a l'oest per l'estret de Nares, una probable falla transformant, al sud-oest per la d'Ungava que defineix l'estret de Davis, al sud-est per la dorsal mesoatlàntica, i al nord-est per la dorsal de Gakkel; la seva vora nord-oest encara és objecte d'exploració (els científics danesos tenen l'esperança que la placa s'estengui fins a la dorsal de Lomonosov). El crató de Groenlàndia està format per algunes de les roques més antigues de la superfície terrestre. El cinturó supracortical d'Isua, al sud-oest de Groenlàndia, conté les roques més antigues conegudes de la Terra; s'ha determinat que posseeixen una antiguitat de 3.700-3.800 milions d'anys.
El basament precambrià de Groenlàndia va formar part integral de l'escut canadenc, o sigui, el cor del placa nord-americana. Groenlàndia es va formar en dues etapes de divergència a partir del cos principal de l'Amèrica del Nord. La primera durant el període Cretaci, quna es va formar va formar la badia de Baffin. La badia de Baffin és l'extensió nord-oest i extrem del sistema de divergència de l'Atlàntic Nord-Mar del Labrador que va començar a formar-se fa 140 milions d'anys, en el període Cretaci primerenc. El mar del Labrador va començar a obrir-se fa 69 milions d'anys, durant el període Maastrichtià, però la separació del fons del mar sembla haver acabat durant l'Oligocè, fa uns 30-35 milions d'anys. S'han proposat correlacions entre les unitats tectòniques del Canadà i Groenlàndia, però encara no es coneix amb precisió l'ajustament previ al desplaçament entre Groenlàndia i Canadà.
Des del tancament de la divergència de l'Atlàntic Nord-Mar del Labrador, Greenlàndia s'ha desplaçat en gran manera juntament amb Amèrica del Nord; per tant, hi ha dubtes sobre si la placa de Groenlàndia ha de ser considerada en l'actualitat una placa independent. No obstant això, la zona entre Groenlàndia i l'illa de Baffin és extremadament activa des d'un punt de vista sísmic, sent l'epicentre de nombrosos terratrèmols, inclòs el terratrèmol de magnitud 7,3 del 1933. Fins a l'actualitat encara no ha estat possible correlacionar la sismicitat amb estructures geològiques específiques o anomalies geofísiques. S'ha suggerit que la sismicitat de la regió estaria relacionada amb tensions associades amb l'ajust postglacial.